# Max Horkheimer
Max Horkheimer (født 14. februar 1895 i Stuttgart, død 7. juli 1973 i Nürnberg) var en tysk samfundsfilosof og sammen med sin kollega Theodor W. Adorno grundlægger af den såkaldte "Frankfurterskole". De skrev sammen bogen “Oplysningens dialektik”.

## Værker
- Gesammelte Schriften. Bände 1–19. Herausgegeben von Alfred Schmidt und Gunzelin Schmid Noerr. S. Fischer Verlag, Frankfurt am Main 1985-1996.